# Phenylethanolamin-N-Methyltransferase
Phenylethanolamin-N-Methyltransferase (PNMTase) ist das Enzym, das Noradrenalin zu Adrenalin methyliert und daher unentbehrlich für die Biosynthese dieses Hormons. PNMTase wird in Wirbeltieren produziert. Im Menschen ist sie in den Nebennieren und im Nervensystem, aber auch im Herz zu finden.
Die Produktion der PNMTase wird durch hormonelle und neurologische Stimuli wie beispielsweise Stress kontrolliert.

## Katalysierte Reaktion
+ S-Adenosyl-Met ⇔
 ⇔  + S-Adenosyl-Hom
Noradrenalin wird (wie andere Phenylethanolamin-Derivate) zu Adrenalin umgewandelt. Als Methylgruppendonor fungiert S-Adenosylmethionin.